# Sandro Salvucci

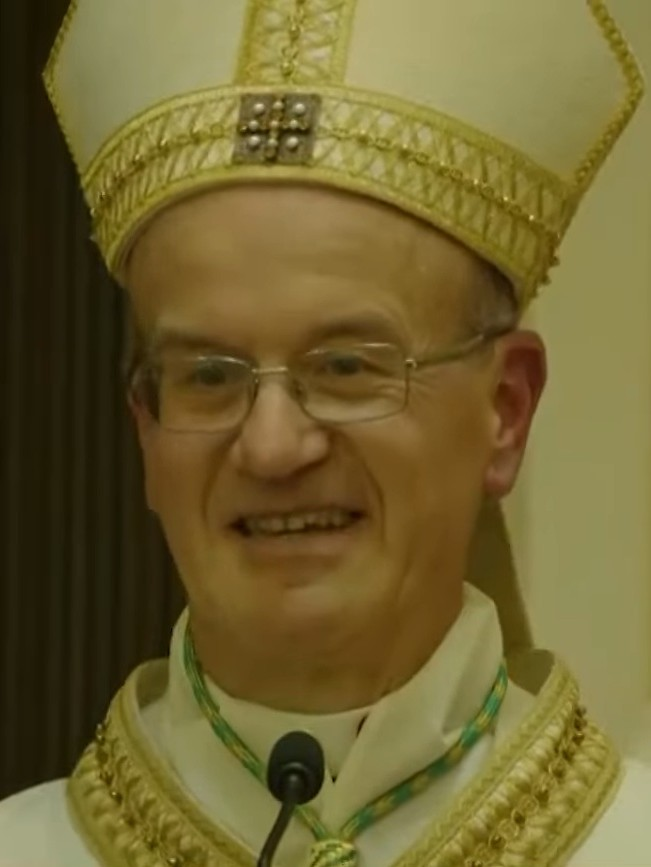
Sandro Salvucci am Tag seiner Bischofsweihe

Wappen von Sandro Salvucci ab 2023

Sandro Salvucci (* 3. April 1965 in Macerata) ist ein italienischer Geistlicher und römisch-katholischer Erzbischof von Pesaro und Urbino-Urbania-Sant’Angelo in Vado.

## Leben
Sandro Salvucci studierte Philosophie und Theologie am Priesterseminar des Erzbistums Fermo und am Almo Collegio Capranica in Rom. Am 6. Dezember 1992 empfing er die Diakonen- und am 25. September 1993 das Sakrament der Priesterweihe für das Erzbistum Fermo.
Nach weiteren Studien erwarb er an der Päpstlichen Universität Gregoriana das Lizenziat in Moraltheologie. Von 1994 bis 1999 war er Kaplan in Porto Sant’Elpidio und anschließend bis 2006 Leiter des Diözesankomitees für den Ständigen Diakonat. Ab 2001 war er außerdem geistlicher Begleiter des Diözesanzentrums für Spiritualität Villa Nazareth. Von 2006 bis 2014 war er Regens des Priesterseminars des Erzbistums Fermo. In der Zeit von 2004 bis 2012 gehörte er zudem dem Konsultorenkollegium des Erzbistums an. Seit 2014 war er Pfarrer der Seelsorgeeinheit Montegranaro und Diözesanverantwortlicher für die Fokolarbewegung. Außerdem war er bereits seit 1995 Dozent für Moraltheologie am Istituto Teologico Marchigiano und am Institut für höhere Religionswissenschaften (ISSR) und seit 1998 Direktor des Diözesanzentrums für die Berufungspastoral.
Papst Franziskus ernannte ihn am 12. März 2022 zum Erzbischof von Pesaro. Sein Amtsvorgänger Piero Coccia spendete ihm am 1. Mai des folgenden Jahres die Bischofsweihe. Mitkonsekratoren waren der Erzbischof von Fermo, Rocco Pennacchio, und der Bischof von Fano-Fossombrone-Cagli-Pergola, Armando Trasarti.
Am 7. Januar 2023 ernannte ihn Papst Franziskus unter gleichzeitiger Vereinigung des Erzbistums Pesaro in persona episcopi mit dem Erzbistum Urbino-Urbania-Sant’Angelo in Vado zusätzlich zum Erzbischof von Urbino-Urbania-Sant’Angelo in Vado. Die Amtseinführung in Urbino fand am 5. März desselben Jahres statt.